# Tuin
Tuin (makedonska: Туин) är en ort i Nordmakedonien. Den ligger i kommunen Kičevo, i den västra delen av landet, 50 kilometer sydväst om huvudstaden Skopje. Tuin ligger 793 meter över havet och antalet invånare är 1 346.